# Periboeum guttigerum
Periboeum guttigerum là một loài bọ cánh cứng trong họ Cerambycidae.